# Ritlecitinib
Ritlecitinib, vândut sub marca Litfulo, este un medicament utilizat pentru tratamentul alopeciei areate severe (căderea părului). Ritlecitinib este un inhibitor al kinazei care inhibă Janus kinaza 3 și tirozinchinază.